# Psalmul roșu
Psalmul roșu (în maghiară Még kér a nép) este un film maghiar din 1972 regizat de Miklós Jancsó. Traducerea literală a titlului este „Și oamenii încă se întreabă”, un citat dintr-o poezie a lui Sándor Petőfi. 

## Intrigă
Psalmul roșu se concentrează în jurul unei revolte a țăranilor în 1890. Se inspiră din mișcările revoluționare maghiare din secolul al XIX-lea, inclusiv Revoluția maghiară din 1848, la care a participat Sándor Petőfi, poetul a cărui poezie a inspirat titlul maghiar al filmului. 

## Context
Ca majoritatea celor mai cunoscute lucrări ale lui Jancsó, Psalmul roșu se bazează pe evenimente din istoria Ungariei. Filmat în cadre foarte lungi, cu o coregrafie atentă, filmul are doar 26 de scene. Spre deosebire de filmele anterioare ale lui Jancsó, care foloseau muzică doar puțin, aproape fiecare scenă din Psalmul roșu conține muzică, de obicei interpretată de personajele de pe ecran. Piesele includ muzică populară maghiară și cântece în limba rusă și engleză, cea mai faimoasă melodie fiind „Charlie Is My Darling” (o variantă a unei melodii scoțiene adoptată ulterior în timpul Războiului Civil american ca melodia pro-uniune „Johnny Is My Darling”). Datorită acestui număr mare de cântece și dansuri, filmul este uneori descris ca fiind unul muzical.

## Primire
Scriind pentru Chicago Reader, criticul de film Jonathan Rosenbaum susține că Psalmul Roșu „poate fi cel mai mare film maghiar din anii 1960 și 1970”.  Ghidul de filme Time Out vede filmul ca o îmbunătățire a „opacului și dificilului” film al lui Jancsó, Agnus Dei (Égi bárány), lăudând Psalmul roșu ca fiind „clar și necesar: căutarea fără succes a unei limbi în [Agnus Dei] a avut rezultat aici și este folosită cu o precizie orbitoare".  Scriind pentru site-ul Cine-File, din Chicago, Ignatiy Vishnevetsky descrie filmul ca „o inversiune a operei anterioare a lui Jancsó - și cel mai frumos film al său”.
Luând o poziție contrară, Roger Greenspun a scris în recenzia sa din New York Times  din 1972 că „este dificil de identificat motivele incredibilei monotonii a unei activități atât de viguroase, dar cu siguranță un motiv este că nu se întâmplă nimic în Psalmul Roșu, cu excepția beneficiului camerei de filmat..."

## Premii
Psalmul roșu a câștigat premiul pentru cel mai bun regizor (acordat lui Jancsó) la Festivalul de Film de la Cannes din 1972 și este considerat una dintre lucrările sale majore. Câțiva critici, în special americanul Jonathan Rosenbaum, îl consideră cel mai bun film al său.